# Vítor Baía
Vítor Manuel Martins Baía (født 15. oktober 1969 i Vila Nova de Gaia, Portugal) er en tidligere portugisisk fodboldspiller, der spillede som målmand hos portugisiske FC Porto, FC Barcelona i Spanien samt for Portugals landshold. For FC Porto nåede han at spille over 400 kampe og var blandt andet med til at vinde Champions League i 2004.

## Landshold
Baía spillede i årene mellem 1990 og 2002 80 kampe for Portugals landshold. Han var en del af landets trup til EM i 1996, EM i 2000 samt VM i 2002.